# 크로아티아 육군
크로아티아 육군(크로아티아어: Hrvatska kopnena vojska)은 크로아티아군의 육상 병력이자, 가장 규모가 크고 핵심적인 부대이다. 크로아티아 육군의 주요 임무 및 목표는 전략적 작전 수준에서 발생 가능한 공격을 방어하고 CAF의 다른 지부와 협력하여 지상, 공중 또는 수륙 양용 공격을 방어하고, 필요할 때 동맹국과 우방국을 지원하며, 홍수나 화재를 비롯한 자연 재해 시 인도적 지원과 같은 비전통적인 업무를 수행할 수 있는 역량을 키우는 것이다.
크로아티아 육군은 1991년 크로아티아 독립 전쟁 때 창설되었으며, 창설 이후 크로아티아 독립 전쟁과 보스니아 전쟁의 여러 작전과 전투에 참여했다. 독립 전쟁 이후에는 유엔 남수단 임무단을 비롯한 유엔의 여러 평화유지작전에 참여하고 있으며, 크로아티아가 북대서양 조약 기구와 유럽 연합에 각각 2009년과 2013년 가입한 이후부터는 각 기구의 합동 군사 훈련에도 참여하고 있다. 크로아티아 육군은 이라크 전쟁과 아프가니스탄 전쟁에도 군인을 파병하여 전투를 치른 경험이 있다.

## 역사 및 주요 계획

### 주요 계획
크로아티아 육군은 유고슬라비아 인민군이 개발한 M-84A와 M-84A4 스내퍼 주력전차의 현대화 및 M-84D로 표준화하는 것을 추진 중이다. 2003년 크로아티아 육군은 M-95 데그만을 개발하였으나 시험 과정만 거친 뒤 추가 생산에 들어가지는 않고 있다. 또한 크로아티아 육군은 오래된 BVP M-80을 현대화된 차량으로 대체할 예정이다. 이를 위해 크로아티아 정부는 2022년 89대의 M2 브래들리를 구입했으며 BAE 시스템즈가 크로아티아에서 현대화 작업을 할 예정이다.